# فيلا دوريا بامبيلي

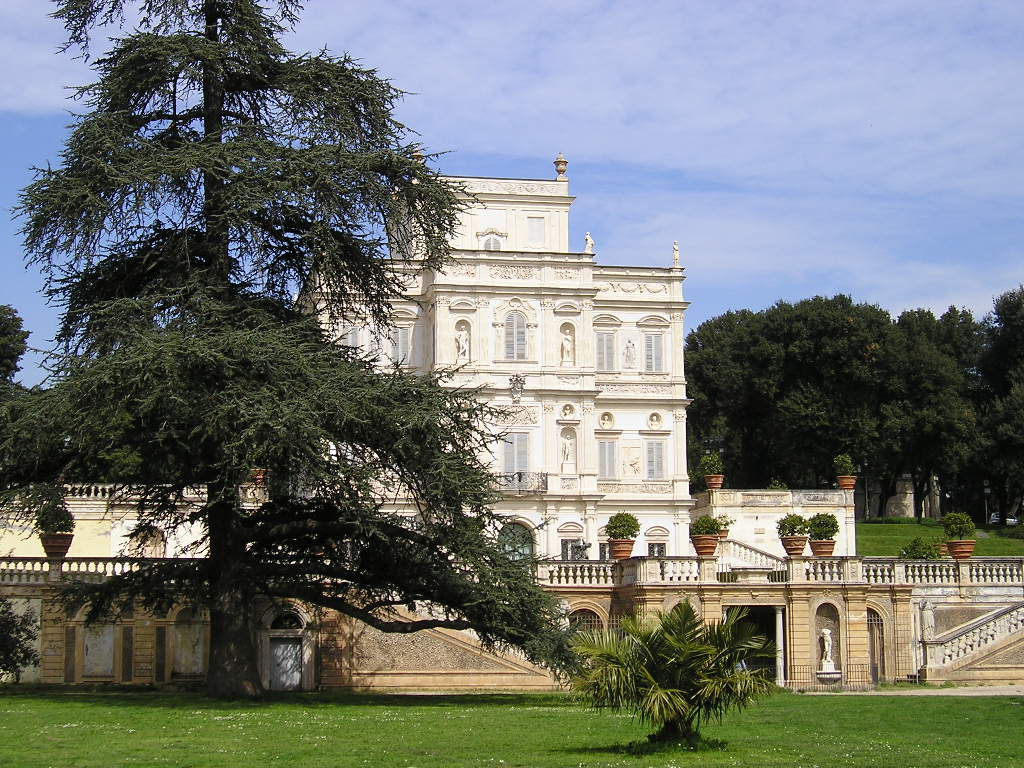
الفيلا.

فيلا دوريا بامبيلي (بالإيطالية:Villa Doria Pamphili) على تلة جياني كولو Gianicolo ثاني أكبر تلال روما السبعة. هي فيلا وحدائق تعد أكبر الحدائق العامة في العاصمة الإيطالية مساحة، إذ تبلغ مساحتها 9 كيلومترات مربعة. أصبحت الفيلا عائدة للدولة الإيطالية منذ العام 1957، فيما قامت بلدية روما بشراء الحدائق بين عامي 1965-1971 من أسرة دوريا لاندي بامبيلي "Doria Landi Pamphili".
إضافة لجمال البناء والمعروضات والحدائق فان الفيلا تعتبر مكانا مميزا لمراقبة الطيور وممارسة رياضة المشي السريع في المدينة.
تم بناء الفيلا بين عامي 1644 - 1652 من قبل أليساندرو ألغاردي وجيوفاني فرانسيسكو غريمالدي لحساب الأمير كاميللو بامبيلي، وهو قريب للبابا انوسنت العاشر (1574-1655)، وبالنسبة للحدائق فقد تم تصميمها في أواخر القرن الثامن عشر من قبل فرانشيسكو بيتيني.

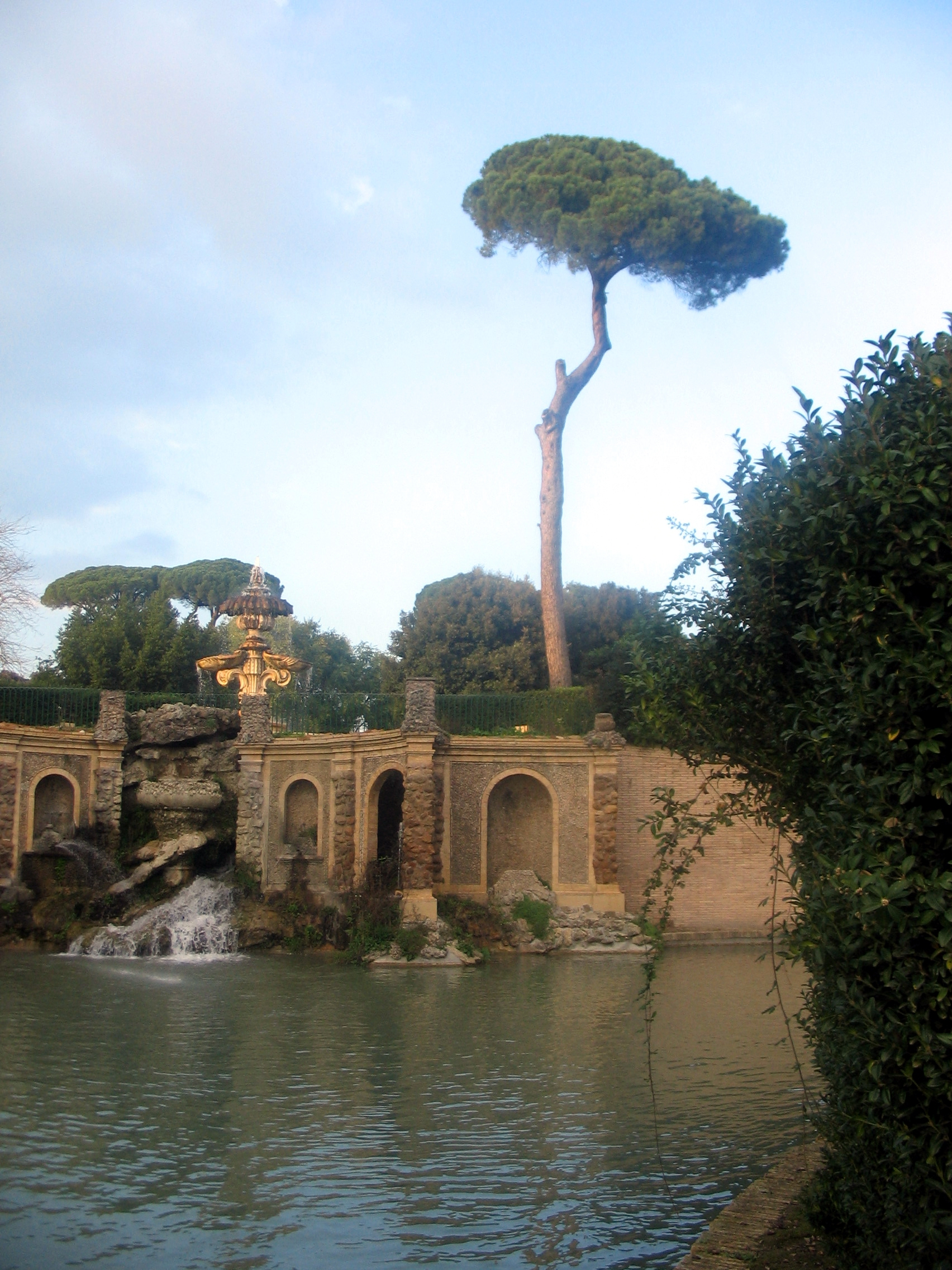
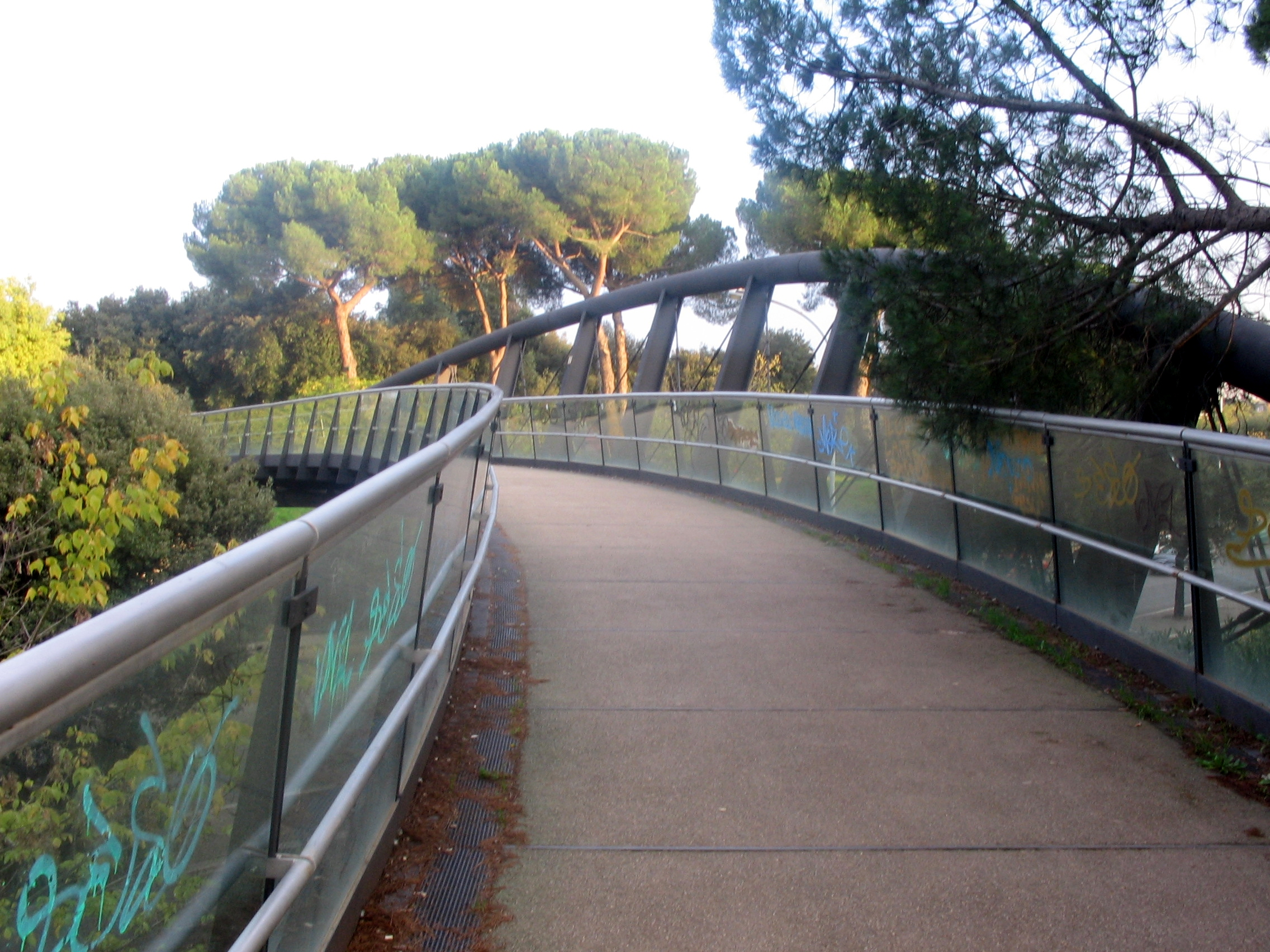

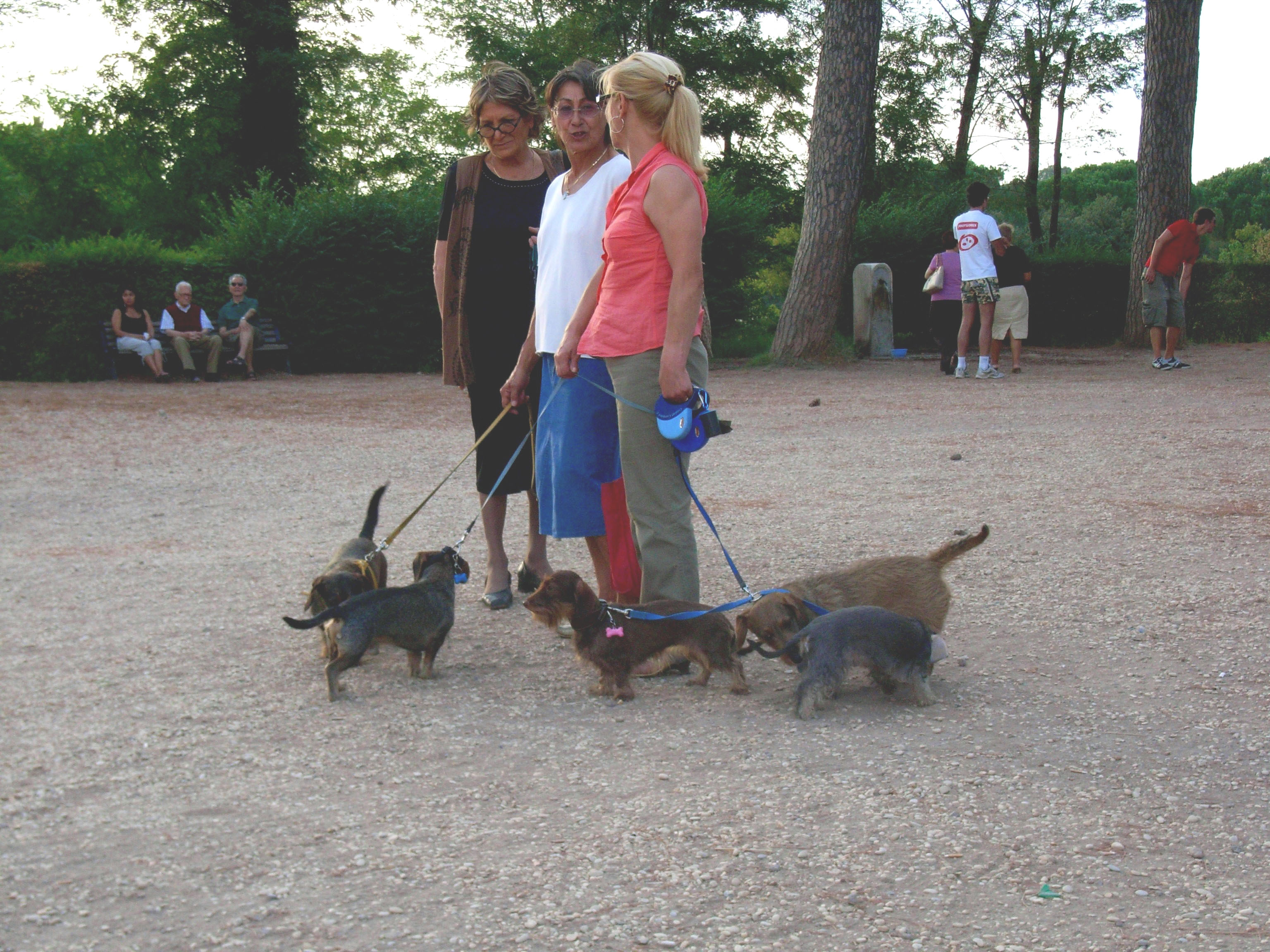
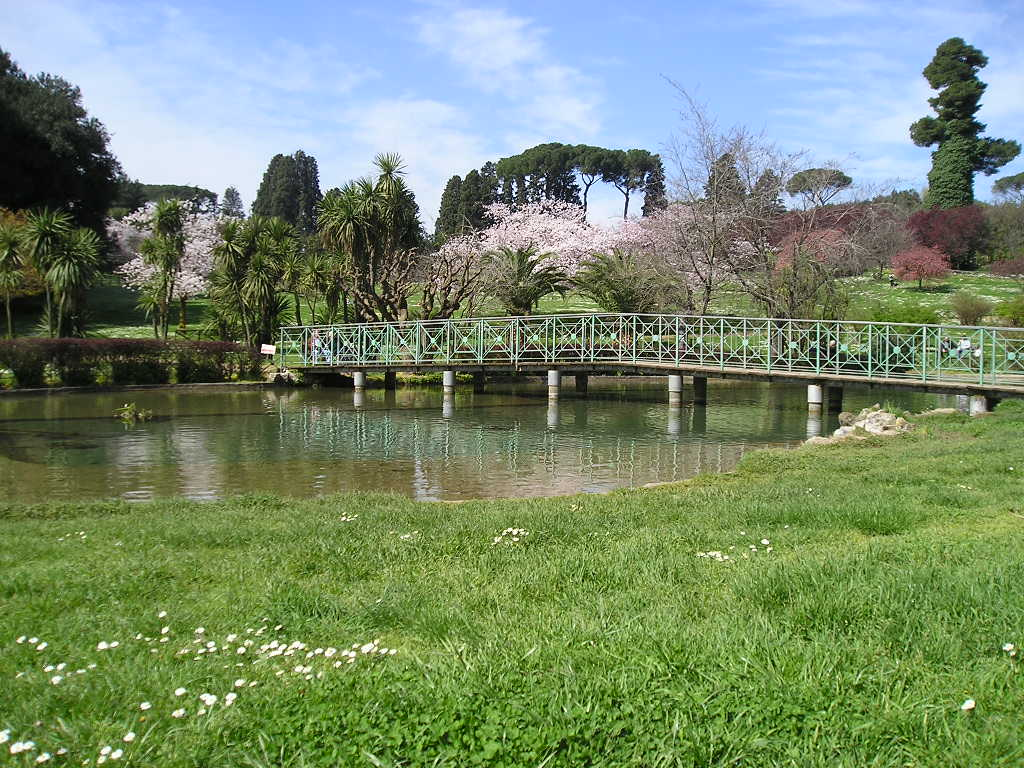

## وصلات خارجية
- Villa Doria Pamphili - a Gardens Guide review